# Oberaden

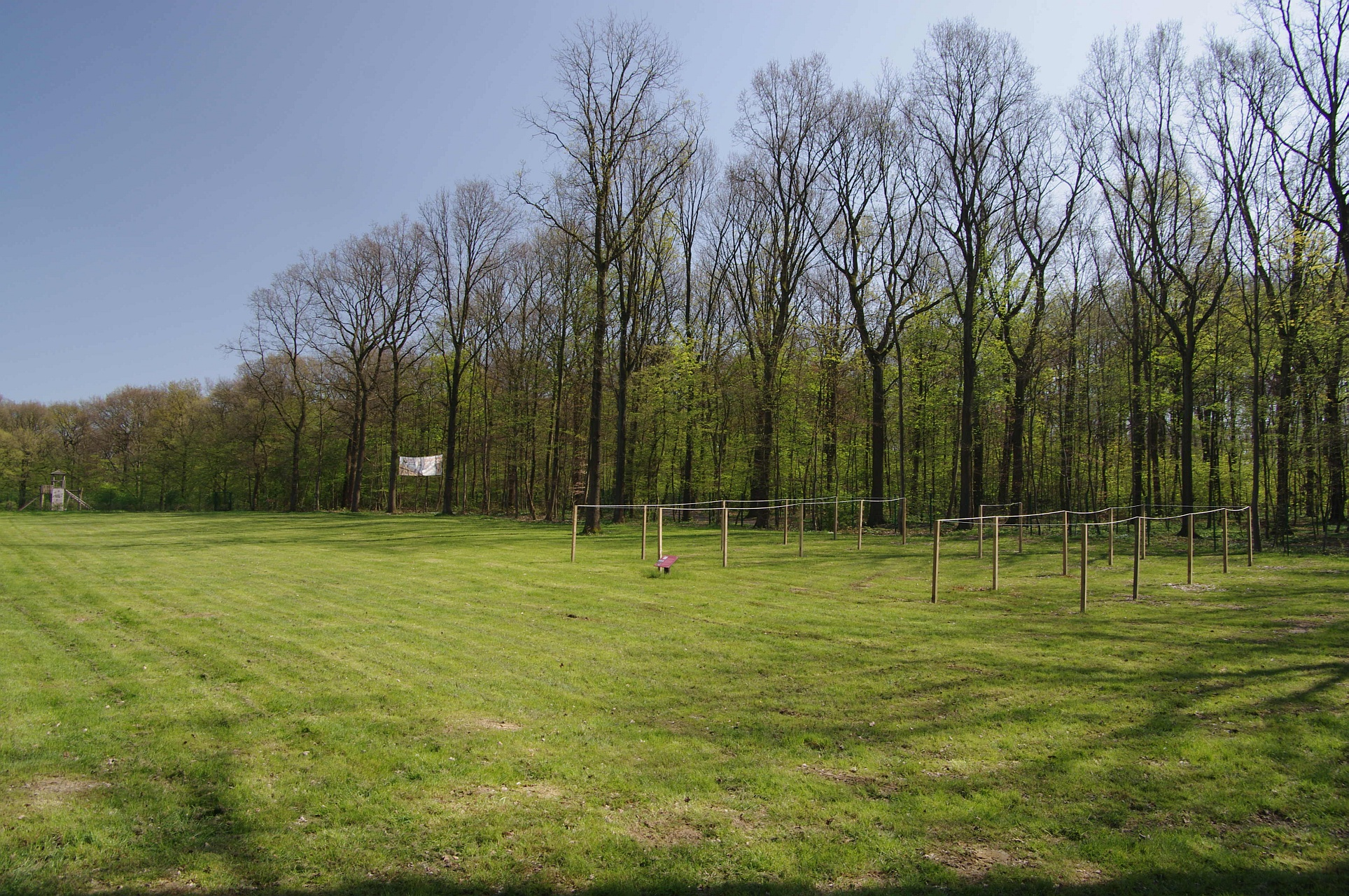
Markeringen op de opgraving van het kamp Oberaden.

Het Romeinse militaire kamp Oberaden is een ongeveer 56 hectare groot Romeins militair kamp bij Bergkamen in de landkreis Unna dat ongeveer 11 v.Chr. is gebouwd in het kader van de Drusus-offensieven in Germania. Het kamp werd in 1905 ontdekt en is vernoemd naar de wijk Oberaden.